# Caragana maimanensis
Caragana maimanensis är en ärtväxtart som beskrevs av Karl Heinz Rechinger. Caragana maimanensis ingår i släktet karaganer, och familjen ärtväxter. Inga underarter finns listade i Catalogue of Life.